# Himantopus mexicanus
Himantopus mexicanus — вид сивкоподібних птахів родини чоботарових (Recurvirostridae).

## Таксономія
Інколи вважається підвидом Himantopus himantopus. Підвид H. m. knudseni з Гавайських островів інколи вважається окремим видом Himantopus knudseni. Інколи до Himantopus mexicanus як підвид включають південноамериканського Himantopus melanurus.

## Поширення
Птах поширений у західних та південних штатах США, в Центральній Америці, на Антильських островах, на північному заході Південної Америки, на сході Бразилії. Трапляється на заболочених місцевостях, неглибоких водоймах, вологих луках.

## Опис
Птах завдовжки до 35-39 см, заввишки до 71 см, вагою 136—220 г. Голова, спина, крила та хвіст чорні. У самців спина із зеленим відливом, а у самиць з коричневим відтінком. Лице, груди та черево біле. Над оком є біла цятка. Дзьоб довгий, тонкий та чорного кольору. Ноги рожевого кольору та дуже довгі.

## Спосіб життя
Мешкає на болотах, неглибоких водоймах, вологих луках. Живиться рибою, земноводними, ракоподібними, комахами, молюсками, хробаками тощо. Гніздиться невеликими колоніями на неглибоких водоймах. Гнізда — це неглибокі ямки у землі, вистелені камінням, гілочками та травою. У кладці 3-5 яєць. Насиджують обидва батьки по черзі. Інкубація триває 22-26 днів. Незабаром після вилуплення молодь з батьками залишає гніздо. Пташенята вчаться літати через 4 тижні, але залишаються з батьками ще кілька місяців.